# Seeschlacht im Gelben Meer (1904)
Port Arthur (Seeschlacht) – Tschemulpo – Yalu – Nanshan – Te-li-ssu – Hitachi-Maru-Vorfall – Motien-Pass – Tashihchiao – Hsimucheng – Port Arthur (Belagerung) – Gelbes Meer – Ulsan – Korsakow – Liaoyang – Shaho – Sandepu – Mukden – Tsushima – Sachalin
Die Seeschlacht im Gelben Meer (jap. 黄海海戦, Kōkai kaisen; russisch Бой в Жёлтом море, Boi w Schjoltom more) fand am 10. August 1904 vor der Halbinsel Shandong, China, während des Russisch-Japanischen Krieges statt. Ein Verband der russischen Marine scheiterte bei dem Versuch, von Port Arthur durch das Gelbe Meer nach Wladiwostok durchzubrechen.

## Vorgeschichte
Das russische Erste Pazifik-Geschwader unter Admiral Wilhelm Withöft war seit der verlorenen Seeschlacht vor Port Arthur am 8. Februar 1904 im Hafen durch eine japanische Marineblockade eingeschlossen. Japanische Landstreitkräfte zogen im Sommer den Belagerungsring um Port Arthur immer enger. Der Oberbefehlshaber der russischen Streitkräfte im Fernen Osten und Gouverneur der Fernost-Region, Jewgeni Iwanowitsch Alexejew, drängte Withöft zu einem Ausbruch der Flotte, um sie mit den in Wladiwostok liegenden Schiffen zu vereinigen und den Japanern entgegenzutreten. Withöft argumentierte dagegen, das nach einem Ausfall Port Arthur von Seeseite vollkommen ungeschützt wäre. Daher wäre es besser im Hafen zu bleiben und bis zur Ankunft der Ostsee Flotte, die für Oktober erwartet wurde, durchzuhalten. Nach mehreren Briefwechseln, in denen beide auf ihrer Forderung beharrten, wandte sich Alexejew an den Zaren Nikolaus II. der ihm telegraphisch antwortete: - „Ich teile voll und ganz Ihre Meinung, dass es wichtig ist, dass das Geschwader von Port Arthur aus schnell nach Wladiwostok durchbricht.“ Nachdem Alexejew Withöft auf mögliche juristische Folgen hingewiesen hatte, sollte er dem Befehl des Zaren nicht nachkommen, gab Withöft schließlich nach.

## Auftakt
Die meisten Geschütze der Schiffe, die noch funktionstüchtig waren, wurden in aller Eile ersetzt; aber selbst nachdem man alles, was man von den Batterien an Land retten konnte, sowie die Geschütze der Schiffe, die in Port Arthur bleiben sollten, zurückerhalten hatte, fehlten dem Geschwader immer noch ein 304-mm-, zehn 106-mm- und zwölf 12-Pfünder-Geschütze, als es auf die japanische Flotte traf. Die Arbeiten zum Austausch der Bewaffnung und zur Vorbereitung auf die See waren mit erheblichen Schwierigkeiten verbunden, da die Japaner den Hafen bombardierten. Die russische Flotte bestand aus den Linienschiffen Zessarewitsch Withöfts Flaggschiff, der Retwisan, der Pobeda, der Pereswet, der Sewastopol der Poltawa sowie den vier geschützten Kreuzern Askold, Pallada, Diana und Nowik und 14 Torpedobooten. Die Japanischen Schiffe unter Admiral Tōgō waren Teil der 1. Flotte (第一艦隊, Dai-ichi Kantai) und setzten sich zusammen aus der 1. Division bestehend aus der Mikasa, der Asahi, der Fuji und der Shikishima, der 3. Division (Konteradmiral Dewa Shigetō) bestehend aus der Yakumo, der Chitose, der Kasagi und der Takasago, der 5. Division (Konteradmiral Yamada) bestehend aus der Matsushima, und der Hashidate, der 6. Division (Konteradmiral Togo) bestehend aus der Akashi, der Suma, und der Akitsushima. Darüber hinaus standen Admiral Tōgō die beiden Panzerkreuzer Nisshin und Kasuga, 18 Zerstörer und 29 Torpedoboote zur Verfügung.

## Die Schlacht
Am Morgen des 28. Julijul. / 10. August 1904greg. verließ Withöfts Geschwader den Hafen von Port Arthur, um die japanische Blockade zu durchbrechen und nach Wladiwostok zu laufen.
Um 9:00 Uhr morgens fuhr die gesamte Flotte, zunächst in Dwarslinie um die Fahrrinne von Minen zu säubern, langsam aufs Meer hinaus, wobei der eingeschlagene Kurs an der Küste der Shandong-Halbinsel entlang führte. Um 10:30 Uhr hatte die russische Flotte offenes Meer erreicht, worauf die Hälfte der Torpedoboote nach Port Arthur zurückkehrten während die Flotte einen südöstlichen Kurs einschlug und mit einer Geschwindigkeit von acht Knoten (14, 8 km/h) fortfuhr. In der Zwischenzeit näherten sich beide Flotten auf konvergierendem Kurs und gegen 11:30 Uhr kamen die beiden Hauptflotten in Sichtweite, wobei sie durch den dünnen Dunst nur schemenhaft zu erkennen waren. Die führenden Schiffe waren nun etwa zwölf Seemeilen voneinander entfernt. Die Mikasa führte die japanische Flotte an, gefolgt von der Asahi, der Fuji, der Shikishima, der Kasuga und der Nisshin in Kiellinienformation. Sobald sie sich direkt vor der feindlichen Linie befanden, ließ Admiral Tōgō seine Schiffe gleichzeitig nach Backbord wenden, so dass sich die russische Flotte hinter ihnen befand.

Durch diese Bewegungen hatte sich der Abstand zwischen den Flotten auf etwa 12.000 Meter verringert, und um 12:10 Uhr wurden die ersten Schüsse von der Zessarewitsch und der Nisshin abgefeuert. Um 12:13 Uhr wendete die japanische Flotte nach Backbord, so dass die Formation wieder in umgekehrter Reihenfolge und mit der Nisshin an der Spitze auflief. Die Russen hatten ebenfalls gemeinsam nach Backbord gewendet. Um 12:30 Uhr änderte Admiral Tōgō den Kurs um 22,5 Grad nach Backbord, um seine Flotte näher an die russische Kolonne heranzuführen, doch in diesem Moment drehte die Zessarewitsch scharf nach Steuerbord. Während die anderen Schiffe folgten, hielt die Novik auf Befehl des Admirals an und signalisierte jedem vorbeifahrenden Schiff, auf Minen zu achten.
Die Russen kreuzten jetzt in südlicher Richtung den Kurs der Japaner, die in nordöstlicher Richtung fuhren, wobei die Entfernung immer noch über 7.000 Meter betrug. Als die russischen Schiffe nach ihrer Wende Kiellinienformation einnahmen eröffneten sie das Feuer, das hauptsächlich auf die beiden letzten Schiffe, die Asahi und die Mikasa, gerichtet war. Aufgrund der Entfernung und des schnellen Formationswechsels blieb der Beschuss weitgehend wirkungslos, obwohl Schüsse in der Nähe der Schiffe beider Flotten fielen. Um 12:40 Uhr befahl Togo seiner Flotte, gemeinsam um 180 Grad nach Steuerbord zu wenden, um sie in Kiellinienformation zu bringen. Die Flotten näherten sich nun wieder rasch an, doch wenige Minuten später wendete der russische Admiral in dem Glauben, das vermeintliche Minenfeld verlassen zu haben, erneut nach Backbord und steuerte achteraus an der japanischen Flotte vorbei.

Admiral Togo begegnete dieser Bewegung mit einer leichten Kursänderung nach Steuerbord, worauf beide Flotten in einem Abstand von 5.000 bis 6.000 Metern auf entgegengesetzten Kursen aneinander vorbei fuhren. Die geschützten Kreuzer in der Nachhut der russischen Flotte befanden sich kurz darauf querab der japanischen Schlachtschiffe die das Feuer auf sie eröffneten. Die Askold die Pallada und die Diana wurden getroffen. Admiral Reitzenstein gab den Kreuzern jedoch kurz darauf das Signal sich an die Seite der russischen Schlachtschiffe zurückzuziehen. Sobald er die Nachhut der japanischen Linie passiert hatte, drehte Admiral Withöft allmählich nach Steuerbord und brachte seine Flotte annähernd auf ihren ursprünglichen Kurs zurück. Admiral Tōgō vollzog ebenfalls eine Kreisbewegung in Richtung der russischen Nachhut, stellte jedoch fest, dass der Feind erneut nach Südosten abdrehte, woraufhin er erneut nach Steuerbord schwenkte und in dieselbe Richtung folgte.

Durch diese Bewegungen hatte sich der Abstand zwischen den Flotten beträchtlich vergrößert, so dass sie um 13:30 Uhr mehr als 8.000 Meter voneinander entfernt waren. Admiral Tōgō sah, dass die Russen schon bald außer Reichweite sein würden, weshalb er den Kurs in ihre Richtung änderte, was die beiden Flotten auf eine fast parallele Linie brachte. Die Russen fuhren mit zwölf bis dreizehn Knoten (22–24 km/h) in südöstlicher Richtung, während sich die Japaner an Steuerbord querab mit vierzehn Knoten (25 km/h) bewegten und den Abstand langsam verringerten. Obwohl sie nicht speziell darauf abzielten, hatten ihre Kursänderungen die Russen in eine Position gebracht, die ihnen einen erheblichen Vorteil verschaffte. Sollten die Japaner sich ihnen weiter nähern, war die Vorhut der Japaner dem konzentrierten Feuer der gesamten russischen Flotte ausgesetzt. Hielten die Japaner jedoch den Abstand, bestand die Gefahr, dass die Russische Flotte Wladiwostok erreichen könnte. Zwar befand sich Admiral Kamimura noch in der Koreastraße, aber es war mehr als wahrscheinlich, dass seine Aufmerksamkeit voll und ganz dem Geschwader von Wladiwostok gelten würde, auch waren seine Kreuzer ohnehin nicht stark genug, um die Durchfahrt der russischen Schlachtflotte wirksam zu verhindern. Admiral Tōgō war daher gezwungen, sich ganz auf seine eigenen Mittel zu verlassen. Die Kämpfe von mehr als einer Stunde hatten ihm gezeigt, dass er es mit einem sehr starken Gegner zu tun hatte.

Wenn er das Gefecht in der Position fortsetzte, in der er sich jetzt befand, konnte er darauf hoffen, die russische Nachhut zu versenken oder zu kapern. Gleichzeitig hätte die russische Vorhut eine hohe Chance ohne größeren Schaden zu entkommen. Andererseits könnte er versuchen, außer Reichweite der russischen Kanonen Withöfts Flotte zu überholen und sie dann erneut zu stellen. Doch damit musste er andere Risiken in Kauf nehmen. Es war bereits Nachmittag, sodass nur noch wenige Stunden Tageslicht zur Verfügung stand. Außerdem musste er mit Höchstgeschwindigkeit fahren, wobei die Möglichkeit eines Maschinenausfalls bei seinen älteren Schiffen bestand. Da jedoch die Flucht der russischen Flotte das größere Problem darstellte, beschloss Admiral Tōgō, den Russen zu folgen. Tōgō befahl, die Geschwindigkeit auf fünfzehn Knoten (28 km/h) zu erhöhen und den Kurs nach Steuerbord zu ändern, um so den Abstand zwischen den Flotten allmählich zu vergrößern.
Beide Seiten eröffneten sporadisch das Feuer erlitten aber keinerlei Schäden. Mit zunehmender Entfernung wurde der Gefechtslärm allmählich leiser, und gegen 15:00 Uhr hörte er ganz auf. Jetzt hing alles von der Geschwindigkeit ab. Die russische Flotte steuerte auf einen südöstlichen Kurs mit Peilung 62°, wobei sich die Kreuzer etwa anderthalb bis zwei Seemeilen backbord der Schlachtschiffe und die Zerstörer backbord der Kreuzer befanden. Beide Flotten blieben in Sichtweite zueinander, obwohl zeitweise nur die Schornsteine, Masten und Aufbauten über dem Horizont zu sehen waren. Gegen 15:25 Uhr änderte die japanische Flotte ihren Kurs leicht nach Backbord, um den Anschluss an den Feind nicht zu verlieren, und einige Minuten später machten die Russen eine ähnliche Wende nach Steuerbord, wahrscheinlich mit dem Ziel, ihrem ursprünglichen Kurs nach Shan-tung näher zu kommen.
Die Kreuzer der 3. Division unter Konteradmiral Shigetō (Yakumo, Kasagi, Takasago, Chitose) waren mit der Suche nach dem Feind beschäftigt und fingen im Morgengrauen eine Nachricht auf, die von der Fuso an die Mikasa gesandt worden war und in der der Ausfall des Feindes bestätigt wurde. Später erhielten sie von der zweiten Zerstörerflottille die Meldung, dass alle Schiffe des Feindes den Hafen verlassen sollten. Um 10: 23 Uhr kreuzte die Division in östlicher Richtung, erhielt aber die Meldung, dass der Feind die Absicht habe, in den Golf von Pechili vorzudringen, woraufhin die Division ihren Kurs in westlicher Richtung änderte. Die Division bewegte sich allein auf den Feind zu. Um kurz nach 12:00 Uhr befand sich die 3. Division in Kiellinienformation auf parallelem Kurs an der Steuerbordseite des Feindes. Konteradmiral Shigetō, der das Gefecht der Hauptflotten beobachtete, beschloss, das hinterste Schiff der russischen Nachhut anzugreifen. Er ordnete an, die Geschwindigkeit zu erhöhen und in Richtung Norden auf die Kreuzerflotte zuzusteuern, die die hintere Einheit bildete. Um 15.15 Uhr kam der Befehl von Admiral Tōgō, die Kreuzerflotte des Feindes anzugreifen.
Währenddessen führte die letzte Kursänderung dazu, dass sich die Schlachtflotten allmählich wieder näherten. Um 16:15 Uhr, als sich der Abstand zwischen ihnen auf etwa fünf Seemeilen verringert hatte, änderten die Russen erneut ihren Kurs, diesmal leicht nach Norden. Um 16:45 Uhr hatte sich die Entfernung der Flotten auf etwa 8.000 m verringert, worauf die Poltawa mit ihrer Hauptbewaffnung auf die Mikasa feuerte. Zu diesem Zeitpunkt erschien die 3. Division, wobei der Panzerkreuzer Yahumo den Befehl erhielt, die Schlachtlinie zu verstärken, und die leichteren Schiffe an Steuerbord in Stellung gingen. Die russischen Kreuzer schwenkten daraufhin leicht nach Backbord und nahmen ihre Position zwei Seemeilen auf der abwandten Seite der Schlachtflotte wieder ein.
Die Auseinandersetzung verschärfte sich über einen längeren Zeitraum, ohne dass eine der beiden Parteien einen entscheidenden Vorteil erlangte. Gegen 17: 00 Uhr eröffnete die Yahumo das Feuer von einer Position achtern der Nisshin. Aufgrund der begrenzten Reichweite ihrer leichteren Geschütze nahm ihr Kapitän jedoch taktische Anpassungen vor und brachte sie etwa fünfhundert Meter näher an den Feind heran. Die Russen kämpften mit ihrer charakteristischen Zähigkeit, doch aufgrund ihrer überlegenen Treffsicherheit behielten die Japaner die Oberhand. Um 17:50 Uhr wurde der Großmast der Pereswet getroffen, und einige Minuten später wurde auch ihr Vormast.
Auf japanischer Seite waren ebenfalls erhebliche Schäden entstanden. Mehrere Granaten hatten die Mikasa getroffen und ihren hinteren Geschützturm nach einer schweren Explosion außer Gefecht gesetzt. Wenige Minuten später fiel auch der hintere Geschützturm der Asahi aus, während bei der Skikishima eines ihrer vordersten 304-mm-Geschütze außer Gefecht gesetzt wurde, was die Hauptbewaffnung der Schlachtschiffe von sechzehn auf elf Geschütze reduzierte. Um 18: 30 Uhr entschied jedoch ein Schuss aus dem vorderen Turm der Mikasa die Schlacht. Eine 304-mm-Granate schlug direkt in den Kommandoturm der Zessarewitsch ein und tötete Admiral Withöft. Konteradmiral Ukhtomsky an Bord der Pereswet setzte sich daraufhin an die Spitze des Geschwaders, erkannte aber, dass ein Fluchtversuch nach Norden nun nicht mehr in Frage kam, und befahl den allgemeinen Rückzug auf Port Arthur. Das Signal wurde offenbar nicht verstanden, denn während einige Schiffe dem Flaggschiff folgten, flüchteten andere nach Süden. Während der Nacht ließ er seine Zerstörer und Torpedoboote Angriffe auf die russischen Schiffe ausführen, die jedoch ohne größere Verluste auf russischer Seite abgewehrt werden konnten.

## Nachwirkungen
Der Großteil des russischen Geschwaders (fünf Linienschiffe, ein Kreuzer und neun Torpedoboote) kehrte nach Port Arthur zurück. Die anderen Einheiten wurden in der Dunkelheit versprengt und suchten neutrale Häfen auf, wo sie bis zum Kriegsende interniert wurden. Die schwer beschädigte Zessarewitsch gelangte mit den drei Zerstörern Besposchtschadni, Besschumni, Besstraschni der Kit-Klasse nach Tsingtau, wo die Schiffe von den deutschen Behörden interniert wurden. Auch die Nowik lief kurz in Tsingtau ein, lief aber wieder aus, um nach dem Ursprungsplan zu versuchen, Wladiwostok zu erreichen. Sie wurde vor Korsakow von japanischen Kreuzern gestellt und versenkte sich schließlich vor Sachalin selbst.
Die beschädigte Askold, das Flaggschiff des die Kreuzer befehligenden Konteradmirals Reitzenstein, lief nach Shanghai, wo später auch noch der anfangs die Diana begleitende Zerstörer Grosowoi eintraf. Beide wurden auf japanischen Druck von China bis zum Friedensschluss mit Japan interniert. Die Diana lief über Haiphong bis zum 23. August nach Saigon, wo sie interniert wurde. Das in Tschifu eingelaufene Torpedoboot Ryeshitelni wurde von den Japanern beschlagnahmt, nachdem dort weder eine Abrüstung noch die Absicht des Wiederauslaufens erkennbar waren.
Auf Japanischer Seite betrugen die Verluste 201 Tote und Verwundete. Die Verluste der russischen Flotte lag bei 2.477 Toten und Verwundeten inklusive von Admiral Withöft. Die russische Niederlage bedeutete, dass die russische Garnison in Port Arthur keine Unterstützung von See her erwarten konnte. Dies schwächte die Verteidigung des Hafens erheblich. Darüber hinaus wirkte sich die Niederlage demoralisierend auf die russischen Truppen aus, die bereits unter starkem japanischem Druck standen. Die eingeschlossene Garnison von Port Arthur kapitulierte schließlich am 2. Januar 1905. Die Schlacht am Gelben Meer hatte die Verteidiger entscheidend geschwächt und den Fall der Stadt beschleunigt.